# ARA Thorne (M-9)
El rastreador ARA Thorne (M-9) fue uno de los 10 rastreadores de la clase Bathurst de la marina de guerra de Argentina. Estuvo en servicio como rastreador de 1923 a 1946 y posteriormente de 1947 a 1950 como aviso ARA Petrel.

## Historia
Estuvo al servicio de la Kaiserliche Marine (Alemania) de 1916 a 1922 durante la Primera Guerra Mundial. Fue adquirido por Argentina y asignado a la Base Naval Río Santiago (BNRS).
Con la II Guerra Mundial, en 1940 fue asignado a la defensa del estuario del Río de la Plata. Fue radiado en 1946 y puesto en venta; no obstante al año siguiente retornó al servicio como aviso ARA Petrel, sirviendo de 1947 a 1950. Radiado, fue vendido para su desguace (1959/60).

## Nombre
Fue el segundo buque en llevar el nombre Thorne, puesto en honor al capitán de navío Juan Bautista Thorne. El primero fue la torpedera de 1.ª clase Thorne de 1890.